# Wales Genocide Memorial
Das Wales Genocide Memorial (deutsch Völkermord-Mahnmal Wales) ist ein Monument im Garten des Friedenstempels der walisischen Stadt Cardiff, das an die Opfer des Völkermords an den Armeniern erinnert, welcher 1915 bis 1922 im Osmanischen Reich stattfand und von der türkischen Regierung an der armenischen Bevölkerung angerichtet wurde.

Armenisches Völkermord-Denkmal in Wales, geschändet am 27. Januar 2008

## Enthüllung
Das Mahnmal wurde durch eine Initiative der Wales-Armenian Society errichtet und am 2. November 2007 eingeweiht. Die Einweihung des Monuments wurde in einem Gottesdienst durch Bischof Nathan Hovhannisian, Primas der Armenisch-Apostolischen Kirche von Großbritannien vollzogen. Die Zeremonie wurde begleitet von Lord Dafydd Elis-Thomas, Presiding Officer der Nationalversammlung von Wales, David Yeoman, dem Assistenzbischof von Llandaff, und Dr. Vahe Gabrielyan, dem armenischen Botschafter im Vereinigten Königreich.
Über 300 Personen nahmen an der Eröffnungszeremonie teil. Versuche türkischer Demonstranten, den Gottesdienst zu stören, wurden von der walisischen Polizei unterbunden.

## Schändung

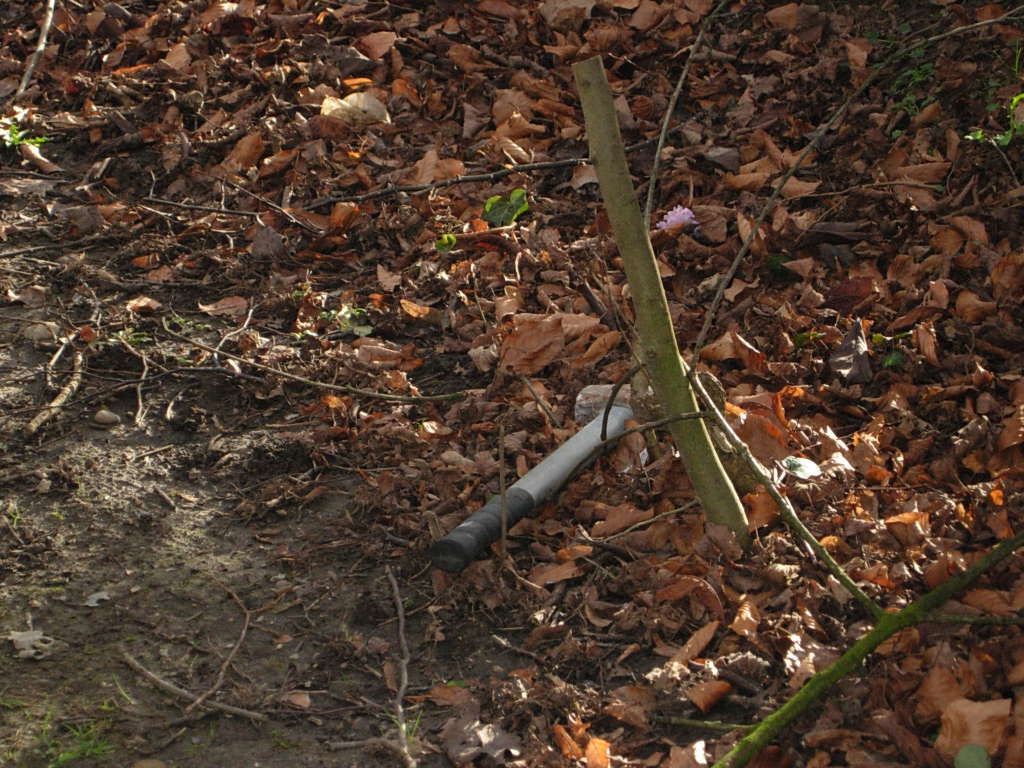
Der Hammer, der zur Schändung des Mahnmals verwendet wurde

In den frühen Stunden des 27. Januar 2008 wurde das reich ausgeschmückte Armenische Kreuz mit einem Hammer zerschlagen, welcher am Tatort gefunden wurde. Eilian Williams von der Wales Armenia Solidarity verurteilte die Attacke, welche Stunden vor einem Gedenkgottesdienst geschah,  der in Erinnerung an den Holocaust, den Völkermord an den Armeniern und die Ermordung Hrant Dinks durch Ogün Samast abgehalten werden sollte.

Eilian Williams sagte dazu: 

„We shall repair the cross again and again, no matter how often it is desecrated. We also challenge the UK government and the Turkish Embassy to condemn this racist attack.“

„Wir müssen das Kreuz immer wieder reparieren, egal wie oft es geschändet wird. Wir fordern auch die britische Regierung und die türkische Botschaft auf, diese rassistische Attacke zu verurteilen.“